# Phaonia minuta
Phaonia minuta este o specie de muște din genul Phaonia, familia Muscidae, descrisă de Barros de Carvalho în anul 1984. Conform Catalogue of Life specia Phaonia minuta nu are subspecii cunoscute.